# 深德院
《深德院》（元祿元年（1688年） - 正德3年年10月24日（1713年12月11日）），紀州藩第五代籓主・德川吉宗（之後的第八代將軍）的側室及第九代將軍德川家重的生母。父親是紀州籓的家臣大久保忠直。名字寫作「須磨」或是「須摩」。
吉宗的側室，正德元年（1711年）12月21日生出家重。正德3年（1713年）再次懷孕，同年10月24日，在赤坂家中因為難產，母子皆未能保住。享年26。法號《深德院妙順日喜女居士》（深徳院妙順日喜大姉）。墳墓在本門寺。
寶曆13年（1763年）4月16日，追贈官職位從二位。

## 演出人物
- 荒木雅子「新吾十番勝負」1970年
- 藤博子（藤ひろ子）「新吾十番勝負」1981年
- 白都真理「德川風雲錄 御三家的野望」1986年
- 賀來千香子「八代將軍吉宗」1995年
- 井上和香「德川風雲錄 八代將軍吉宗」2008年